# ساواش‌تپه
ساواش‌تپه (به ترکی استانبولی: Savaştepe) شهری است در کشور ترکیه که در استان بالک‌حصار واقع شده‌است. جمعیت این شهر بر اساس سرشماری سال ۲۰۰۸ میلادی ۹٬۳۶۶ نفر و بر اساس برآوردهای سال ۲۰۰۹ میلادی ۹٬۴۳۶ نفر می‌باشد.